# Krzysztof Komorski
Krzysztof Komorski (ur. 24 marca 1983 w Lublinie) – polski polityk i samorządowiec, w latach 2015–2018 wiceprezydent Lublina, od 2023 wojewoda lubelski.

## Życiorys
Ukończył socjologię na Uniwersytecie Marii Curie-Skłodowskiej. Pracował jako urzędnik samorządowy w Urzędzie Miasta Lublin i Urzędzie Marszałkowskim Województwa Lubelskiego. W 2012 został zastępcą dyrektora w Wydziale Strategii i Obsługi Inwestorów UM Lublin, a w 2014 zastępcą dyrektora kancelarii prezydenta miasta. W styczniu 2015 objął stanowisko zastępcy prezydenta Lublina Krzysztofa Żuka, odpowiadał m.in. za sprawy kultury i sportu.
Wstąpił do Platformy Obywatelskiej. W wyborach w 2018 w listy Koalicji Obywatelskiej uzyskał mandat radnego Sejmiku Województwa Lubelskiego. Zrezygnował ze stanowiska wiceprezydenta miasta, pełnił następnie funkcję wiceprezesa Miejskiego Ośrodka Sportu i Rekreacji „Bystrzyca” w Lublinie. W wyborach w 2019 i 2023 bez powodzenia kandydował z ramienia KO do Sejmu.
20 grudnia 2023 powołany przez premiera Donalda Tuska na stanowisko wojewody lubelskiego.